# Harry De Paepe
Harry De Paepe (1981) is een Vlaams auteur, columnist en geschiedenisleraar.
De Paepe is leraar geschiedenis aan het Atheneum van Dendermonde. Hij is geïnteresseerd in geschiedenis en het Verenigd Koninkrijk. De Paepe schrijft er boeken en columns over en wordt geregeld gevraagd in radio- en televisieprogramma's. In 2018 won hij samen met journalist Flip Feyten de LangZullenWeLezen-trofee in de categorie 'Actualiteit' voor het boek Stiff Upper Lips. Waarom de Engelsen zo Engels zijn. De Paepe werkt mee aan het tijdschrift Doorbraak, en schrijft ook bijdragen voor de krant De Morgen en het weekblad Knack.

## Biografie
- De twee kanten van het Kanaal, 2019, uitgeverij Vrijdag, ISBN 9789460018305
- Het Lam Gods, 2020, Standaard Uitgeverij, ISBN 9789462107168 (met Jan Van Der Veken)
- Sausage, 2020, uitgeverij Vrijdag, ISBN 9789460019302
- Stiff upper lips, 2020, uitgeverij Vrijdag, ISBN 9789460018664 (met Flip Feyten)
- Haunted, 2022, Ertsberg, ISBN 9789464369663 (met Erik De keersmaecker)
- God Save King Charles!, 2023, Ertsberg, ISBN 9789464369960
- Kroon en scepter, 2023, Standaard Uitgeverij, ISBN 9789022339930
- Het verhaal van Vlaanderen, 2023, Standaard Uitgeverij, ISBN 9789002279904 (striproman in twee delen met Frodo De Decker)
- Het verhaal van Vlaanderen, 2023, Manteau, ISBN 9789022339190 (redactie Lien Lauwaert)
- Boerenkrijg!, 2023, Clio, ISBN 9789493306547

- Bibsys: 1593520724183
- Gemeinsame Normdatei: 1213393590
- International Standard Name Identifier: 0000 0004 6354 7142
- Library of Congress Control Number: no2020033349
- Nederlandse Thesaurus van Auteursnamen: 412821044
- Virtual International Authority File: 49150940081926601569
- WorldCat: E39PCjCcyWy3mfYYXDJRqHg6gC